# 크리스 힐먼
크리스 힐먼(영어: Chris Hillman, 1944년 12월 4일 ~ )은 미국의 음악가이다. 그는 1965년 로저 맥귄, 진 클라크, 데이비드 크로스비, 마이클 클라크를 포함한 버즈의 오리지널 베이시스트 중 한 명이었다.
그램 파슨스와 함께 힐먼은 버즈, 플라잉 부리토 브라더스, 마나사스, 컨트리 록 그룹 데저트 로즈 밴드와 함께 이 장르를 정의하면서 컨트리 록 개발의 핵심 인물이었다. 1991년 로큰롤 명예의 전당에 헌액되었다.

## 버즈
이 시점에서 좌절한 힐먼은 힐먼의 전 매니저이자 프로듀서인 짐 딕슨으로부터 새로운 밴드인 버즈에 로저 맥귄, 데이비드 크로스비, 진 클라크, 마이클 클라크와 함께 하자는 제안을 받았을 때 음악을 그만두고 UCLA에 등록하는 것을 고려했다. 힐먼은 베이스 기타를 연주하기 위해 고용되었지만, 그는 악기를 배운 적이 없었다. 그의 블루그래스 배경 덕분에, 그는 그 악기에서 그만의 멜로디 스타일을 빠르게 발전시켰습니다. 밥 딜런의 〈Mr. Tambourine Man〉의 장밋빛 커버곡인 버즈의 첫 싱글은 국제적인 히트곡이었으며 포크 록의 탄생을 알렸다. 1960년대 중반 버즈는 가장 성공적이고 영향력 있는 미국의 팝 그룹 중 하나로 순위를 매겼는데, 그들은 〈Turn! Turn! Turn!〉, 〈Eight Miles High〉, 〈So You Want to Be a Rock 'n' Roll Star〉를 포함한 일련의 히트곡을 녹음했다.
힐먼은 밴드의 첫 두 음반에 대해 낮은 인지도를 유지했는데, 이 음반에서 맥귄과 클라크는 높은 화음을 추가하고 〈All I Really Want to Do〉의 브릿지를 노래함으로써 크로스비와 리드 보컬을 공유했다. 그러나 1966년 클라크의 탈퇴와 크로스비의 불안감이 증가하면서 힐먼은 그룹 내에서 가수와 작곡가로 발전할 기회를 얻었다. 그는 1967년 버즈의 음반 《Younger Than Yesterday》에서 맥귄과 함께 리드 보컬을 공동 작곡하고 공유하며 자신의 히트곡 〈So You Want to Be a Rock 'n' Roll Star〉를 만들었다. 힐먼은 또한 작은 히트곡인 〈Have You See Her Face〉, 〈Thoughts and Words〉, 〈Time Between〉, 〈The Girl with No Name〉를 작곡하고 노래했는데, 후자의 두 곡은 그의 블루그래스와 컨트리의 뿌리를 보여주었다. 힐먼의 유명세는 버즈의 다음 음반인 《The Notorious Byrd Brothers》에서 계속되었는데, 이 음반의 11곡 중 7곡에 대한 작곡 크레딧을 공유했다.

## 사생활
크리스 힐먼은 그의 아버지가 유대인이었음에도 불구하고 기독교인이라고 주장한다. 그는 1979년에 전 레코드 경영자 코니 파파스와 결혼했는데, 그는 그가 미국 그리스 정교회 관구 대교구와 제휴하는 데 영향을 미쳤다. 그는 나중에 "저는 아직 배우고 있습니다. 내가 일요일에 뭘 하는지 압니까? 나는 합창단에서 노래합니다. 저는 그리스 정교회 성가대에서 노래하고 있으며, 정교회에서 유일한 촌뜨기 테너입니다." 힐먼과 파파스에게는 캐서린과 니콜라스라는 두 아이가 있다.